# Miranda de Ebro (Gerichtsbezirk)
Der Gerichtsbezirk Miranda de Ebro ist einer der sieben Gerichtsbezirke in der Provinz Burgos.
Der Bezirk umfasst 14 Gemeinden auf einer Fläche von 619,45 km² mit dem Hauptquartier in Miranda de Ebro.

## Gemeinden
| Gemeinde                       | Einwohner (2024) | Fläche km² | Dichte Einw./km² | Cod INE | Postleitzahl       |
| ------------------------------ | ---------------- | ---------- | ---------------- | ------- | ------------------ |
| Altable                        | 47               | 8,22       | 6                | 09013   | 09219              |
| Ameyugo                        | 108              | 12,51      | 9                | 09016   | 09219              |
| Bozoó                          | 102              | 33,16      | 3                | 09054   | 09219              |
| Bugedo                         | 189              | 9,93       | 19               | 09057   | 09293              |
| Condado de Treviño             | 1.489            | 260,71     | 6                | 09109   | 09215–09217, 09294 |
| Encío                          | 41               | 18,76      | 2                | 09120   | 09219              |
| Miranda de Ebro                | 36.018           | 101,33     | 355              | 09219   | 09200              |
| Miraveche                      | 95               | 22,70      | 4                | 09220   | 09252              |
| Pancorbo                       | 437              | 58,45      | 7                | 09251   | 09280              |
| La Puebla de Arganzón          | 557              | 18,87      | 30               | 09276   | 09294              |
| Santa Gadea del Cid            | 161              | 28,98      | 6                | 09347   | 09219              |
| Santa María Rivarredonda       | 95               | 11,76      | 8                | 09353   | 09219              |
| Valluércanes                   | 63               | 27,95      | 2                | 09419   | 09219              |
| Villanueva de Teba             | 42               | 6,12       | 7                | 09454   | 09219              |
| Gerichtsbezirk Miranda de Ebro | 39.444           | 619,45     | 64               | –       | –                  |